# Grupo Itararé
O Grupo Itararé é um grupo de formações geológicas pertencentes à Bacia do Paraná. Este Grupo é um registro marcante da grande glaciação gondwânica que ocorreu entre 360 e 270 milhões de anos atrás e cujo pico ocorreu no Mississipiano (Carbonífero inferior). Esta glaciação é conhecida como Glaciação Karoo e durante sua ocorrência toda porção sul do antigo supercontinente Gondwana ficou coberto por espessas camadas de gelo. A deglaciação, do Westafaliano (Carbonífero superior) até o Permiano inferior, gerou extensos depósitos de rochas glaciais. Estes depósitos são constituídos principalmente por arenitos, diamictitos, conglomerados e rochas argilosas. São comuns fácies típicas de ambiente glacial como, por exemplo, os varvitos.

## Estratigrafia e área de ocorrência

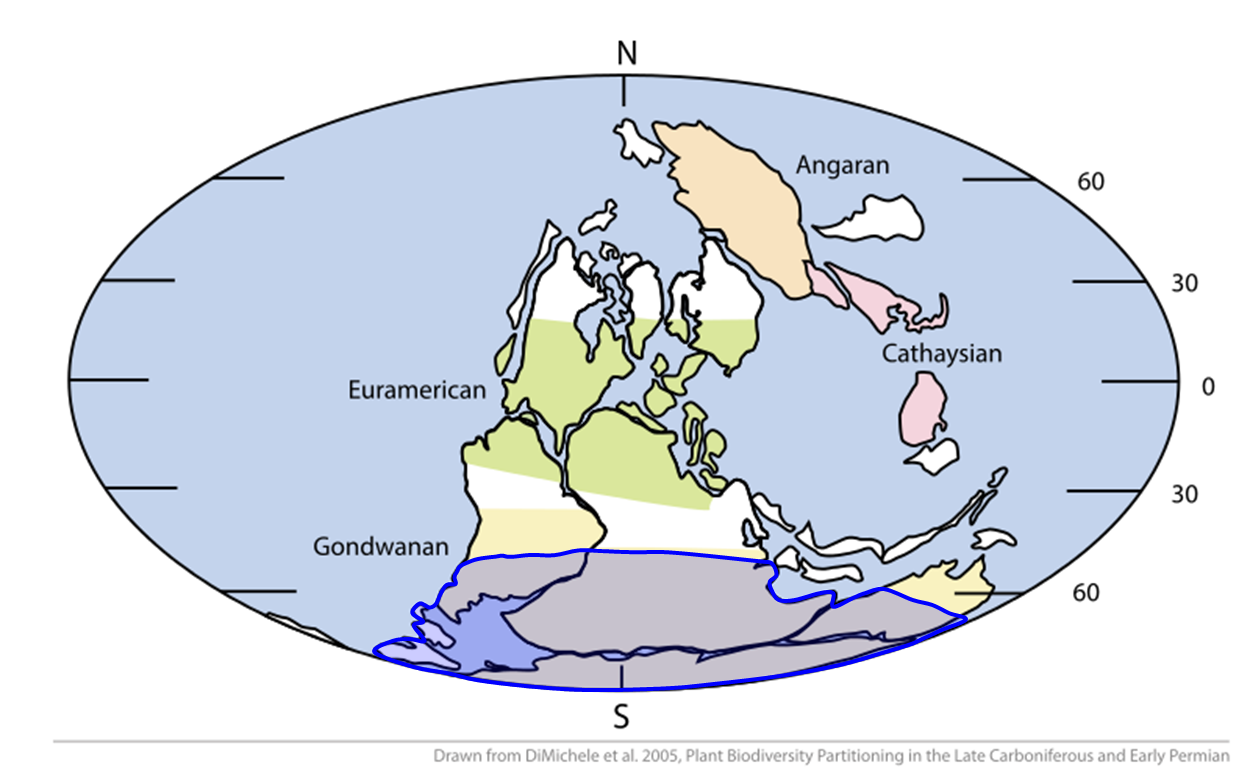
Extensão aproximada da Glaciação Karoo (em azul), sobre a localização aproximada do Supercontinente Gondwana durante o Carbonífero-Permiano.

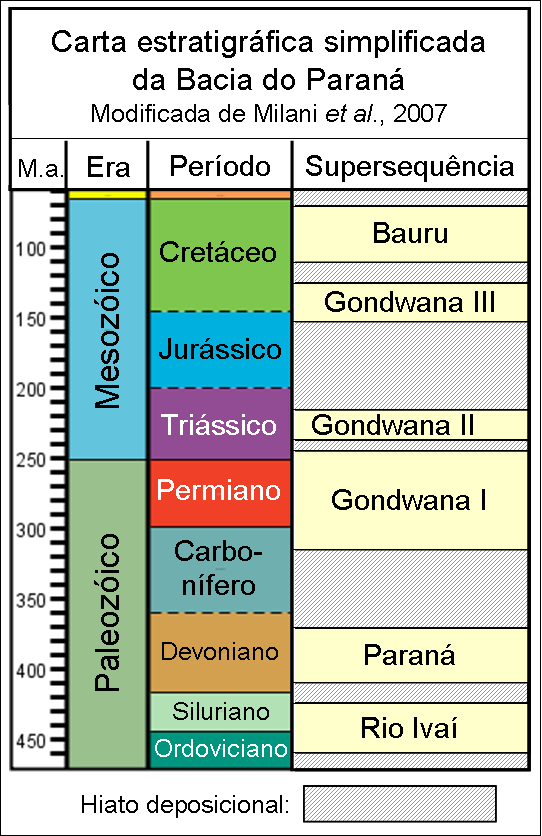
Carta estratigráfica simplificada da Bacia do Paraná mostrando as supersequências. O Grupo Itararé pertence à Supersequência Godwana I. (M.a.: milhões de anos).

A coluna sedimentar da Bacia do Paraná foi subdividida por Milani (1997) em seis unidades alostratigráficas de segunda ordem ou supersequências. O Grupo Itararé pertence à Supersequência Godwana I.
O Grupo Itararé aflora em duas faixas alongadas, praticamente na direção norte-sul, uma na margem oeste da Bacia, do estado de São Paulo ao estado do Rio Grande do Sul e a outra na margem oeste, do estado do Mato Grosso ao Paraguai, sendo que seu nome deriva da cidade de Itararé, onde a mesma foi inicialmente estudada. Mesmo com a forte ação do gelo, o Grupo Itararé é rico em arenitos, especialmente na porção centro-norte da bacia, onde perfaz até 80% da coluna sedimentar.

## Potencial Petrolífero
Os arenitos do Grupo Itararé são potenciais reservatórios de petróleo. Em 1996 a Petrobras fez a primeira e, até o momento, única descoberta de gás natural comercial na bacia, o Campo de Barra Bonita, no município de Pitanga, estado do Paraná. A jazida possui cerca de 10 km² e situa-se a uma profundidade média de 3.500m, em arenitos flúvio-deltaicos da Formação Campo do Mourão, Grupo Itararé, de idade permo-carbonífera.

## Sítios Geológicos

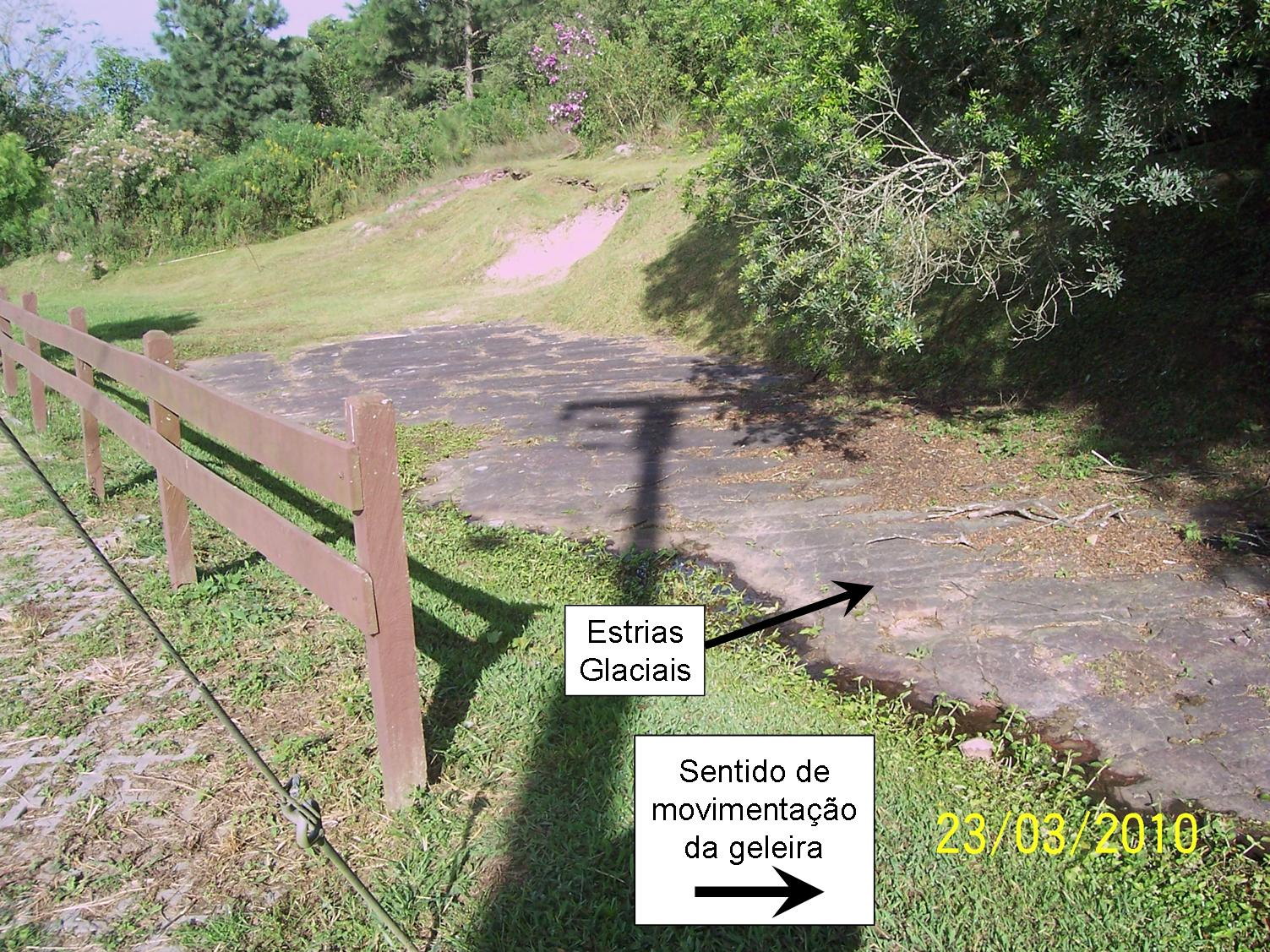
Estrias Glaciais de Witmarsum.

Diversos afloramentos de rochas do Grupo Itararé são importantes, pois registram a grande glaciação que atingiu todo sul do Supercontinente Gondwana. Estes afloramentos foram transformados em sítios geológicos pela Comissão Brasileira de Sítios Geológicos e Paleobiológicos:
Estrias Glaciais de Witmarsum: É um pavimento polido de arenito com estrias e sulcos de extensão métrica, causadas pelo movimento de geleiras. Situa-se na Colônia Witmarsum, BR-376, no município de Palmeira, Paraná. O afloramento foi tombado pela Secretaria da Cultura do Paraná;

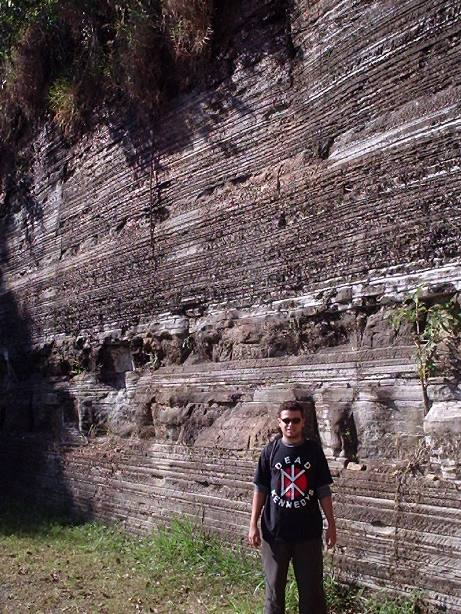
Afloramento de varvitos no Parque do Varvito.

Parque Estadual de Vila Velha: O parque é constituído por esculturas naturais impressionantes causadas pela erosão em arenitos do Grupo Itararé, denominados de Arenito Vila Velha. Estas esculturas apresentam altura variável de até 30m com forte impacto paisagístico, atraindo visitantes do Brasil e do mundo. Localização: Rodovia BR-376, Ponta Grossa, Paraná;
Parque do Varvito: Situa-se no Município de Itu, Estado de São Paulo. É a melhor exposição, na Bacia do Paraná, de varvito, rocha formada em corpos de água, como lagos glaciais, pela deposição rítmica de pares da lâminas claras, mais espessas e arenosas e escuras, mais delgadas e argilosas.  Outra feição marcante são os clastos caídos, visíveis nas camadas de varvito. Possuem tamanho e composição diversos e são originários do degelo dos icebergs que flutuavam sobre os lagos;
Pavimento Estriado Guaraú: Localizado no município de Salto, SP, são representados por pavimentos estriados sobre granitos, formados pelo movimentos de geleiras que originaram a deposição de depósitos de diamictitos do Grupo Itararé;
Parque Rocha Moutonnée: Situado no município de Salto, São Paulo, é o único exemplar conhecido na Bacia do Paraná de estrutura de abrasão glacial denominada rocha moutonnée. Sua descoberta, por Marger Gutmans em 1946, foi um dos pontos mais importantes na comprovação da origem glacial das rochas do Grupo Itararé.